# Hszinhsziang
Hszinhsziang (egyszerűsített kínai írással: 新乡, pinjin: Xīnxiāng) prefektúra szintű város Kínában, Honan tartományban. Lakosainak száma 6 251 929 fő (2020).

## Népesség
| 2010 | 5 708 191 |
| 2020 | 6 251 929 |

## Testvérvárosok
- Itajaí
- Szumi